# Ніколае Лінка
Ніколае Лінка (рум. Nicolae Linca; 1 січня 1929 — 27 червня 2008) — румунський боксер, олімпійський чемпіон 1956 року.

## Аматорська кар'єра
Олімпійські ігри 1952
- 1/16 фіналу. Переміг Сердіо Гаске (Венесуела)
- 1/8 фіналу. Програв Гюнтеру Гейдеманну (Німеччина)

Олімпійські ігри 1956
- 1/8 фіналу. Переміг Ектора Хетча (Фіджі)
- 1/4 фіналу. Переміг Ніколаса Андре (Південно-Африканська Республіка)
- 1/2 фіналу. Переміг Ніколаса Гаргано (Велика Британія)
- Фінал. Переміг Фреда Тідт (Ірландія)